# Мішково-Погорілівська загальноосвітня санаторна школа-інтернат
Мішково-Погорілівська загальноосвітня санаторна школа-інтернат І-ІІІ ступенів Миколаївської обласної ради (скорочено: М-Погорілівська ЗОСШ-інтернат) — загальноосвітня школа для дітей з малими та затухаючими формами туберкульозу, знаходиться в селі Мішково-Погорілове Миколаївського району Миколаївської області. 

## Основні напрямки
Головним завданням школи-інтернату є реалізація права дітей, які потребують тривалого лікування та реабілітації, на отримання середньої освіти, відновлення і зміцнення здоров'я, здійснення кваліфікованої медико-психолого-педагогічної допомоги. 

## Історія
Мішково-Погорілівська школа-інтернат має тривалу історію, яка сягає в глиб ХІХ сторіччя. Старий навчальний корпус був споруджений в першій половині ХІХ сторіччя, про що свідчать напис «1812», зроблений на фронтоні, стародавні архітектурні елементи, чисельні речові пам'ятки. 
Перші письмові свідчення про школу-інтернат відносяться вже до першої половини ХХ ст.: "Миколаївська окружна інспектура народної освіти:1 січня 1925 року була заснована Мішково-Погорілівська школа батрацької молоді Мішково-Погорілівської сільради Миколаївської округи. В школі налічувалось: хлопчиків — 23, дівчат — 7. Школа існувала при підприємствах комуни ім. Леніна, комуни ім. Червона Зірка, радгоспу «Пам'ять комунарів».
«У 1926 році за школою закріплено 34 гектари землі колишнього Мішково-Погорілівського дослідно-зразкового поля. З 1927 року — Погорілівська сільськогосподарська інтегральна школа. Термін навчання — 3 роки. Спеціальність — сільськогосподарські культури. У 1930 році був заснований Мішково-Погорілівський агротехнікум технічних культур. Завідувач технікуму — Т. М. Штуська».
В кінці 30-х років ХХ століття і до початку Великої Вітчизняної війни у даному приміщенні існував дитячий будинок: «23-го октября 1934 года во исполнение постановления „О состоянии детских домов и борьбе с беспризорностью“ в селе Мешково-Погорелово на базе сельскохозяйственной школы был организован детский дом».
В 1946 р. дитячий будинок реорганізовано у дитячий будинок  № 4 для дітей-сиріт, чиї батьки загинули в роки війни: «В 1946 г. Областным отделом народного образования была выделена сумма 45 тыс. рублей для ремонта детского дома. На 15 мая 1947 г.  в Мешково-Погореловском детском доме находилась 170 воспитанников».  
Формування дитячого будинку відбувалося в часи масового голоду в Україні. Згідно з розсекреченою Постановою № 7090/36 виконкому Миколаївської обласної ради депутатів трудящих від 15 лютого 1947 року, в області перевіркою було виявлено 56 000 дітей, хворих на дистрофію. В тій же постанові вказувалося на те, що найбільше страждали від недоїдання ті діти, чиї батьки загинули на фронтах Німецько-радянської війни, або ж чиї батьки є інвалідами.
У стінах колишньої поміщицької будівлі дитячий будинок проіснував до початку 60-х років.

## Реорганізація дитячого будинку в санаторну школу-інтернат
В 1961 р. на базі дитячого будинку було створено санаторну школу-інтернат для дітей з туберкульозною інтоксикацією: «На виконання Постанови ЦК КПРС і Ради Міністрів СРСР „Про заходи розвитку шкіл-інтернатів в 1959—1965 рр“ та з метою охоплення всіх вихованців дитячих будинків школами-інтернатами обком КП України та виконком обласної Ради депутатів трудящих постановив реорганізувати протягом 1959—1961 р.р. М-Погорілівський дитячий будинок в школу-інтернаті».
Першим директором санаторної школи-інтернату стала Белінзон Поліна Іванівна. Поліна Іванівна перебувала на посаді до серпня 1965 року. З перших днів функціонування школи-інтернату працювали різні гуртки: математичний, театральний, юного фотографа, авіамодельний, хореографічний та ін.